# Ludovico Scarfiotti
Ludovico Scarfiotti, född 18 oktober 1933 i Turin, död 8 juni 1968 i Rossfeld i Tyskland, var en italiensk racerförare.

## Racingkarriär

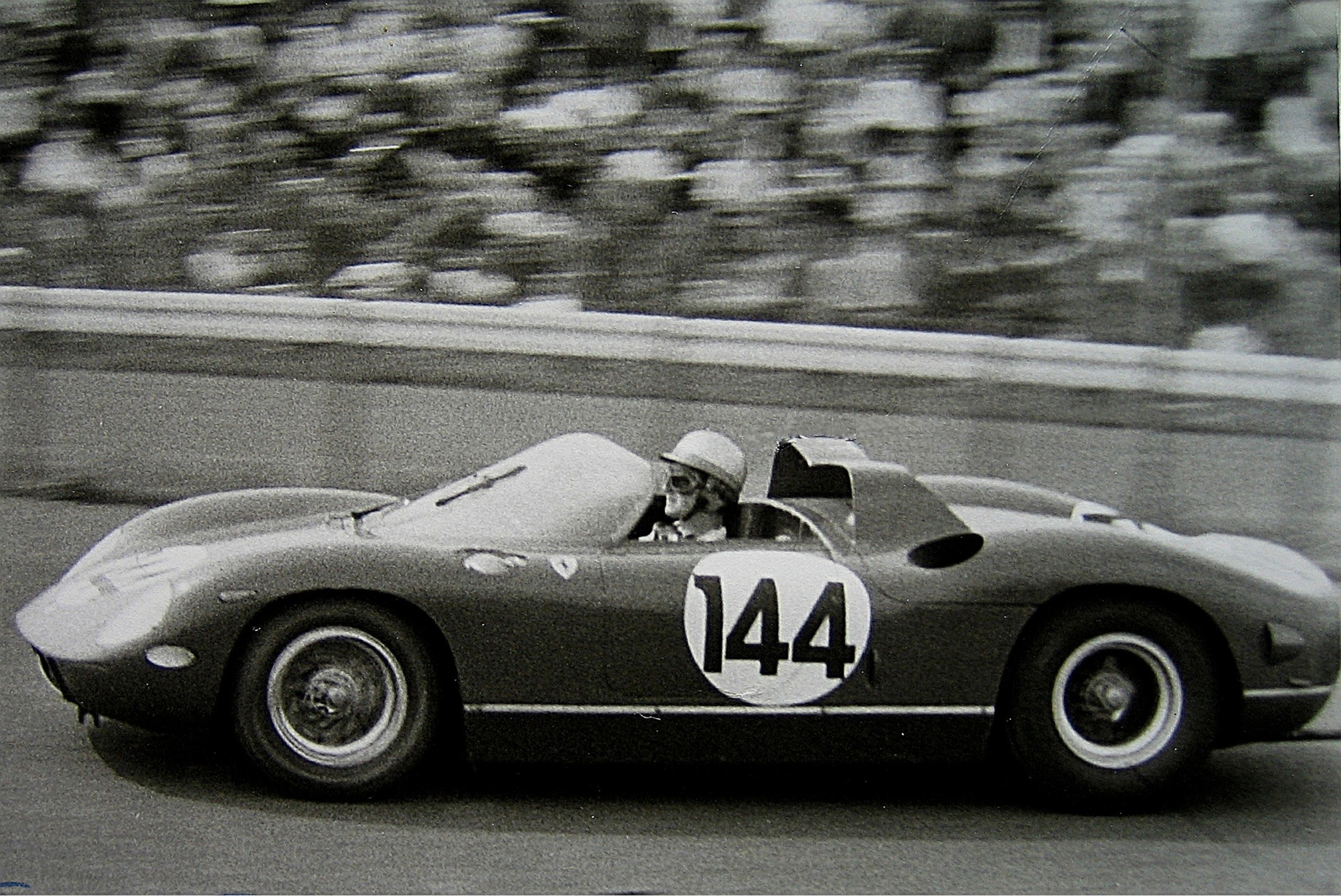
Ludovico Scarfiotti i en Ferrari sportvagn på Nürburgring 1964.

Scarfiotti tävlade i formel 1 under 1960-talet. Han körde ett tiotal lopp huvudsakligen för Ferrari. Scarfiotti vann Italiens Grand Prix 1966 och är den senaste italienaren som vunnit hemmaloppet. Landsmannen Riccardo Patrese vann visserligen på Imola senare, men det var i San Marinos Grand Prix 1990. 
Scarfiotti omkom i en sportvagnskrasch 1968 när han försökte väja för en annan krasch framför sig.

## F1-karriär
| Säsong                | Stall/Tillverkare          | Placering             | Lopp | Poäng | Etta | Tvåa | Trea | Pole | Varv |
| --------------------- | -------------------------- | --------------------- | ---- | ----- | ---- | ---- | ---- | ---- | ---- |
| 1963                  | Ferrari                    | 15                    | 2    | 1     |      |      |      |      |      |
| 1964                  | Ferrari                    | -                     | 1    |       |      |      |      |      |      |
| 1965                  | Ferrari                    | -                     | 1    |       |      |      |      |      |      |
| 1966                  | Ferrari                    | 10                    | 2    | 9     | 1    |      |      |      | 1    |
| 1967                  | Ferrari Eagle-Weslake      | 19                    | 2 1  | 1     |      |      |      |      |      |
| 1968                  | Cooper-Maserati Cooper-BRM | 14                    | 1 2  | 6     |      |      |      |      |      |
| Sammanlagt 6 säsonger | Sammanlagt 6 säsonger      | Sammanlagt 6 säsonger | 12   | 17    | 1    | 0    | 0    | 0    | 1    |

| 1. Italien 1966 | 1. Italien 1966 |